# Bahnhof Wilgartswiesen
Der Bahnhof Wilgartswiesen ist der zentrale Bahnhalt der rheinland-pfälzischen Ortsgemeinde Wilgartswiesen. Er verfügt über zwei Bahnsteiggleise. Er liegt im Verbundgebiet des Verkehrsverbundes Rhein-Neckar (VRN). Er wurde mit Inbetriebnahme des Streckenabschnitts Landau–Annweiler am 12. September 1875 eröffnet. Der Güterverkehr kam in den 1990er Jahren zum Erliegen.

## Lage
Der Bahnhof Wilgartswiesen befindet sich am südöstlichen Siedlungsrand der Ortsgemeinde Wilgartswiesen. Unmittelbar östlich überbrückt die Bundesstraße 10 die Bahnstrecke. Auf Höhe des westlichen Bahnhofsbereichs liegt die örtliche evangelische Pfarrkirche.

## Geschichte
Im Zuge der Planungen der Strecke durch das Queichtal dienten in Bezug auf eine Bahnstation in Wilgartswiesen ein naher großer Holzhof in staatlichem Besitz als Argument. Eröffnet wurde der Bahnhof als Glied der Teilstrecke Annweiler–Zweibrücken am 25. November 1875. Anfang des 20. Jahrhunderts erhielt der Bahnhof wie alle in der Pfalz Bahnsteigsperren. Während dieser Zeit wurde der Bahnhof von der Betriebs- und Bauinspektion Landau verwaltet und gehörte zum Zuständigkeitsbereich der Bahnmeisterei Albersweiler. Nachdem Deutschland den Ersten Weltkrieg verloren hatte und das französische Militär einmarschiert war, wurde am 1. Dezember 1918 das pfälzische Streckennetz südlich von Maikammer-Kirrweiler für den Personenverkehr gesperrt, drei Tage später jedoch wieder freigegeben.
1922 wurde der Bahnhof der neu gegründeten Reichsbahndirektion Ludwigshafen zugeordnet. Ein Jahr später wurden die am Bahnhof beschäftigten Eisenbahner im Zuge des von Frankreich durchgeführten, bis 1924 dauernden Regiebetriebs ausgewiesen. Danach kehrten sie zurück. Im Zuge der schrittweisen Auflösung der Reichsbahndirektion Ludwigshafen wechselte der Bahnhof zum 1. Mai 1936 in den Zuständigkeitsbereich der Saarbrücker Direktion und des Betriebsamtes (RBA) Zweibrücken. Die Deutsche Bundesbahn gliederte den Bahnhof nach dem Zweiten Weltkrieg in die Bundesbahndirektion Mainz ein, der sie sämtliche Bahnstrecken innerhalb des neu geschaffenen Bundeslandes Rheinland-Pfalz zuteilte. 1971 gelangte die Station im Zuge der Auflösung der Mainzer Direktion in den Zuständigkeitsbereich ihres Karlsruher Pendants. Zur selben Zeit wurden die Bahnsteigsperren aufgehoben.

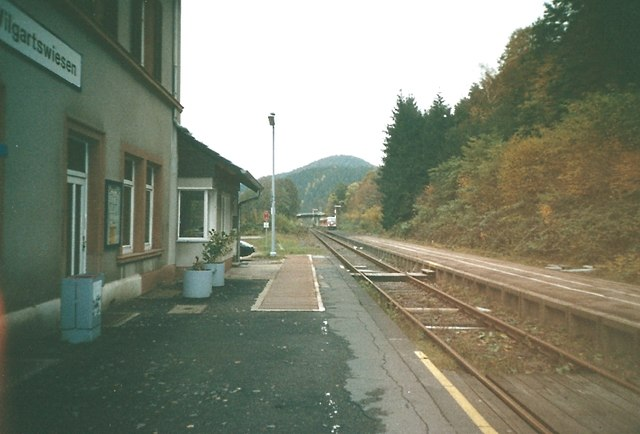
Bahnhof Wilgartswiesen im Jahr 2004

Mit der Bahnreform ging der Bahnhof am 1. Januar 1994 in das Eigentum der Deutschen Bahn über. Seit 2000 gehörte der Bahnhof wie die gesamte Westpfalz zum Tarifgebiet des Westpfalz-Verkehrsverbundes (WVV), ehe dieser sechs Jahre später im Verkehrsverbund Rhein-Neckar (VRN) aufging. Seitdem liegt der Bahnhof in dessen Gebiet. 2010 wurde der Bahnsteig modernisiert. Am 6. Juli 2013 wurde der Bahnhof Wilgartswiesen mit dem Prädikat „Wanderbahnhof“ ausgezeichnet. Bedingt durch den Rückbau der Bahnhöfe Rinnthal und Hauenstein (Pfalz) zu Haltepunkten stellt er zwischen Annweiler und Hinterweidenthal Ost mittlerweile die einzige Möglichkeit für Zugkreuzungen dar. Ende 2020 erhielt der Bahnhof außerdem Lichtsignale, wodurch der bisherige Fahrdienstleiter samt zugehörigem Stellwerk entbehrlich wurde.

## Bauwerke
Im Empfangsgebäude befand sich bis Ende November 2020 das Fahrdienstleiterstellwerk, ansonsten hatte es bereits zuvor keine Bedeutung mehr für den Bahnbetrieb. Das Fahrdienstleiterstellwerk mit der Bezeichnung Wf war ein mechanisches Stellwerk der Einheitsbauart. Ein Toilettenhäuschen existiert bis heute. Im nordöstlichen Bahnhofsbereich lag außerdem ein zwischenzeitlich demontiertes Stumpfgleis, dessen Weiche sich im westlichen Bereich der Bahnsteige befand.

## Verkehr

### Personenverkehr
Der Fahrplan von 1897 enthielt teilweise durchgehende Nahverkehrszüge von Zweibrücken bis Germersheim; hinzu kamen solche, die sich auf dem Abschnitt Landau–Zweibrücken beschränkten. Ein Jahrzehnt später verkehrten zwischen Landau und Zweibrücken fünf Nahverkehrszüge. 1914 fuhr an Sonn- und Feiertagen ein Zugpaar, das über die 1911 eröffnete Wieslauterbahn bis nach Bundenthal-Rumbach verkehrte. Der Fahrplan von 1944 wies zum Teil durchgehende Nahverkehrszüge von Karlsruhe über Landau und Zweibrücken bis nach Saarbrücken auf.
Der Bundenthaler wurde 1951 reaktiviert und verkehrte während dieser Zeit bereits ab Ludwigshafen. Bis Neustadt an der Weinstraße folgte er der Bahnstrecke Mannheim–Saarbrücken, um nach einem Richtungswechsel bis Landau die Maximiliansbahn und danach bis Hinterweidenthal die Bahnstrecke Landau–Rohrbach zu benutzen. Bis Hinterweidenthal fuhr er anschließend als Eilzug, zwischen Annweiler und Hinterweidenthal war Wilgartswiesen der einzige Unterwegshalt. In den 1950er Jahren war die Bahnstrecke Landau–Zweibrücken samt ihrer östlichen Fortsetzung nach Germersheim unter der Kursbuchnummer 280 verzeichnet. Dennoch musste in der Regel in Landau umgestiegen werden. Die durchgehenden Züge von Germersheim nach Zweibrücken hatten außerdem einen längeren Aufenthalt im Landauer Hauptbahnhof. Die Mitte der 1960er Jahre im Bahnhof Wilgartswiesen haltenden Nahverkehrszüge fuhren in den Relationen Landau–Zweibrücken und Landau–Pirmasens Hauptbahnhof.
Im Jahresfahrplan 2024 verkehren Züge der RB 55 zwischen Pirmasens und Landau (Pfalz) im Stundentakt.

### Güterverkehr
Anfang des 20. Jahrhunderts verkehrten Güterzüge der Relationen Kaiserslautern–Homburg–Landau–Germersheim und Saarbrücken–Landau–Germersheim den Bahnhof. Der örtliche Güterverkehr wurde vor allem durch die Verladung von Holz getragen. Am 30. Mai 1976 wurden sämtliche Bahnhöfe außerhalb von Eisenbahnknotenpunkten als eigenständige Gütertarifpunkte geschlossen, wovon auch der Bahnhof Wilgartswiesen betroffen war. Fortan bedienten Übergabezüge den Bahnhof, der ab dieser Zeit als Satellit des Landauer Hauptbahnhofs fungierte. Der Güterverkehr, der zuletzt lediglich sporadisch stattfand, wurde 1998 komplett eingestellt.